# Gaskiers-Point La Haye
Gaskiers-Point La Haye es un pueblo canadiense situado en la provincia de Terranova y Labrador.

## Superficie
Gaskiers-Point La Haye tiene una superficie de 23,29 km².

## Demografía
En 2021, tenía 189 habitantes, una densidad poblacional de 8,1 hab./km², y 128 viviendas.